# Mayrencyrtus maculatus
Mayrencyrtus maculatus är en stekelart som först beskrevs av Hoffer 1957.  Mayrencyrtus maculatus ingår i släktet Mayrencyrtus och familjen sköldlussteklar. Inga underarter finns listade i Catalogue of Life.